# Pedernales (República Dominicana)
Pedernales és una municipi de la República Dominicana, capital del la província de Pedernales. Està ubicada en el sud-oest del país, en la frontera amb Haití, i té un encreuament a la ciutat haitiana de Anse-à-Pitres. Es troben el Parc Nacional Jaragua i el Parc Nacional Sierra de Bahoruco que, juntament amb el llac Enriquillo i altres zones del municipi, forma la primera reserva de biosfera en el país.

## Història
La fundació oficial de la colònia de Pedernales va ser l'any 1927 durant el Govern d'Horacio Vásquez, qui va fixar com a Administrador a l'escriptor Sócrates Nolasco.
Els colonitzadors eren provinents de Duvergé majoritàriament. El primer va ser Epiphany Rocha i més tard van arribar altres famílies de Barahona, Oviedo i Villa Jaragua. En l'any 1937 va ser construïda l'autopista per unir aquesta localitat amb Oviedo. El 1938, Pedernales va ser promogut com a Districte Municipal.
La seva ubicació sobre diverses Ombres orogràfiques a través de les terres altes d'Hispaniola procedents dels Vents alisis del nord-est proporciona a Pedernales un clima semiàrid (Köppen BSh). Les precipitacions mes altes són al setembre i octubre quan els ciclons tropicals poden afectar tota l'illa. Les temperatures són generalment més càlides durant el dia que a bona part dels tròpics.